# 윤유선의 가정음악
윤유선의 가정음악은 매주 평일 오전 9시부터 11시까지 KBS 클래식FM(KBS 1FM·전국, 수도권 기준 93.1MHz)에서 방송된 KBS 라디오 클래식 프로그램이다. 배우 윤유선이 2023년 3월 27일부터 2024년 3월 1일까지 개편을 맞아 본 프로그램의 DJ를 맡았다.

## 기획의도
음악은, 홀로 남겨져있는 것 같을 때도 내 편이 되어줍니다. 
나를 안아주고 일으켜 세워주죠.   
분주한 아침이 끝나고, 본격적인 하루가 시작되는 이 시간에, <가정음악>이 마련하는 편안하고도 열정적인 음악들, 한껏 누리시면서 아름다운 하루를 펼치시기 바랍니다.

## 시그널/프로그램 코너
- 시그널 : Fritz Kreisler / 〈Beethoven 주제에 의한 Rondino〉
- 아침의 가정법, 만약에(월~금)
- 맛있는 이야기(월~목)
- 그곳에 클래식이 with 유정우(금요일 10:00)

## 제작진
- 연출: 정유라
- 작가: 김경미
- 진행: 윤유선